# Косино-Серебрянский ручей
Косино-Серебрянский ручей (также Косинский) — ручей в бассейне реки Серебрянки на территории Москвы. Длина 800 метров.

## История
Ручей изначально носил название Косинского ручья, вероятнее всего, по Косинскому пруду, из которого он вытекал, но для удобства отличия его от Косинского ручья, являющегося притоком реки Чурилиха, получил название Косино-Серебрянского ручья
Ручей частично убран в коллектор, собранный из железобетонных труб. Коллектор однониточный, в верховьях ручья делится на две нитки. В нижней части ручья диаметр труб составляет 1,6 м. Протяжённость коллектора составляет 300—350 м, местами он заложен на одном уровне с поверхностью земли. Часть коллектора проходит под наземной частью линии метро. В коллекторе имеется перепад высотой до 1,5 м<ref name="КосиноСеребрянскийРучей"/>.
Большинство смотровых колодцев пригодны для спуска и подъёма. При этом общее состояние коллектора требует реконструкции. Ряд секций расходится между собой, также на нём есть места с разрушением арматуры и сквозными проломами.

## Расположение
Ручей берёт начало от Нижней Первомайской улицы в 6-м квартале Измайлово. Далее он течёт на юг, пересекая Измайловский проспект и наземный участок Арбатско-Покровской линии метро. Далее он выходит на поверхность в лесопарке, где впадает в реку Серебрянку.

## Гидрография
Длина ручья 800 метров, по другим данным 1 км. Местами дно замусорено, встречаются вязкие песчаные отложения.